# Gilbués
Gilbués is een gemeente in de Braziliaanse deelstaat Piauí. De gemeente telt 10.681 inwoners (schatting 2009).